# Parafia Świętych Apostołów Piotra i Pawła w Nowogrodźcu
Parafia Świętych Apostołów Piotra i Pawła w Nowogrodźcu – parafia rzymskokatolicka w dekanacie nowogrodzieckim w diecezji legnickiej. Jej proboszczem jest ks. Krzysztof Słabicki. Obsługiwana przez księży diecezjalnych. Erygowana 2 stycznia 1201. Kościół parafialny mieści się przy ulicy Kościelnej.